# Aristolochia paucinervis
Aristolochia paucinervis är en piprankeväxtart som beskrevs av Auguste Nicolas Pomel. Aristolochia paucinervis ingår i släktet piprankor, och familjen piprankeväxter. Inga underarter finns listade i Catalogue of Life.